# Grimpa-soques bec d'ivori
El grimpa-soques bec d'ivori (Xiphorhynchus flavigaster) és una espècie d'ocell de la família dels furnàrids (Furnariidae).

## Hàbitat i distribució
Habita clars als boscos, manglars i matolls de les terres baixes des del sud de Mèxic, cap al sud, a la llarga d'ambdues vessants fins Hondures i la vessant del Pacífic de Nicaragua i nord-oest de Costa Rica.